# コンフォート・イン・サウンド
コンフォート・イン・サウンド（Comfort in Sound）は、イギリスのロックバンド、フィーダーの4枚目のアルバム。2002年10月17日発売。
この年の1月7日に、ドラマーのジョン・ヘンリー・リーがマイアミの自宅で自殺したことによる、グラントの深い悲しみを反映した楽曲が中心で、前作とはまた違ったメロウな楽曲が多い。UKでは50万枚を売り上げ、プラチナ・ディスクを獲得。その時点でのフィーダー最高のヒット作となった。
タイトルの「Comfort in Sound」には、「サウンドに心地良く包まれて」といった意味が込められている。

## 収録曲
1. ジャスト・ザ・ウェイ・アイム・フィーリング (Just the Way I'm Feeling)
2. カム・バック・アラウンド (Come Back Around)
先行シングル。ジョンの生前から作り始めていた曲だという。
3. ヘリウム (Helium)
4. チャイルド・イン・ユー (Child in You)
5. コンフォート・イン・サウンド (Comfort in Sound)
タイトルチューン。メロディが非常に印象的である。
6. フォーゲット・アバウト・トゥモロー (Forget About Tomorrow)
グラントが最も気に入っているという曲。壮大なオーケストラが取り入れられている。
7. サマーズ・ゴーン (Summers Gone)
8. ゴジラ (Godzilla)
ゴジラそのものとは直接関係はないが、非常に激しく、インスト色の強いロックチューンである。
9. クイック・フェイド (Quick Fade)
10. ファインド・ザ・カラー (Find the Colour)
2003年に日産自動車「エルグランド」 のCMで使用された曲。
11. ラヴ・ポリューション (Love Pollution)
12. ムーン・シャイン (Moonshine)
13. オウペイク (Opaque)（日本盤ボーナストラック）
14. エミリー (Emily)（日本盤ボーナストラック）

## 備考
- ジャケットにはタカノ綾の絵を使用している。
- 2003年には来日記念盤として、ミニアルバム「Find The Colour」もリリースされた。初期のアルバム収録曲やフランキー・ゴーズ・トゥ・ハリウッド、ポリスのカバー曲などが収められている。
- フィーダーの全アルバムの中で、唯一SACDでもリリースされている。